# Heleia
Heleia är ett fågelsläkte i familjen glasögonfåglar inom ordningen tättingar. Efter att släktet Lophozosterops och Oculocincta samt en art tidigare i Zosterops numera inkluderas i Heleia omfattar det följande tio arter som förekommer i Sydostasien:
- Javaglasögonfågel (H. javanica) – tidigare i Lophozosterops
- Vitpannad glasögonfågel (H. pinaiae) – tidigare i Lophozosterops
- Dvärgglasögonfågel (H. squamifrons)
- Svarttyglad glasögonfågel (H. goodfellowi) – tidigare i Lophozosterops
- Fjällhuvad glasögonfågel (H. squamiceps) – tidigare i Lophozosterops
- Gulbrynad glasögonfågel (H. superciliaris) – tidigare i Lophozosterops
- Tofsglasögonfågel (H. dohertyi) – tidigare i Lophozosterops
- Timorglasögonfågel (H. muelleri)
- Tjocknäbbad glasögonfågel (H. crassirostris)
- Orangepannad glasögonfågel (H. wallacei) – tidigare i Zosterops